# Iliá Pervujin
Iliá Alexéyevich Pervujin –en ruso, Илья Алексеевич Первухин– (Tver, 6 de julio de 1991) es un deportista ruso que compite en piragüismo en la modalidad de aguas tranquilas.
Participó en dos Juegos Olímpicos de Verano, obteniendo una medalla de bronce en Londres 2012, en la prueba de C2 1000 m, y el quinto lugar en Río de Janeiro 2016, en la misma prueba. En los Juegos Europeos consiguió dos medallas, plata en Bakú 2015 y bronce en Minsk 2019.
Ganó tres medallas en el Campeonato Mundial de Piragüismo entre los años 2013 y 2018, y ocho medallas en el Campeonato Europeo de Piragüismo entre los años 2010 y 2021.

## Palmarés internacional
| Juegos Olímpicos   | Juegos Olímpicos            | Juegos Olímpicos  | Juegos Olímpicos |
| Año                | Lugar                       | Medalla           | Competición      |
| ------------------ | --------------------------- | ----------------- | ---------------- |
| 2012               | Londres (Reino Unido)       | Medalla de bronce | C2 1000 m        |
| Campeonato Mundial |                             |                   |                  |
| Año                | Lugar                       | Medalla           | Competición      |
| 2013               | Duisburgo (Alemania)        | Medalla de plata  | C2 1000 m        |
| 2014               | Moscú (Rusia)               | Medalla de oro    | C4 1000 m        |
| 2018               | Montemor-o-Velho (Portugal) | Medalla de bronce | C2 1000 m        |
| Juegos Europeos    |                             |                   |                  |
| Año                | Lugar                       | Medalla           | Competición      |
| 2015               | Bakú (Azerbaiyán)           | Medalla de plata  | C2 1000 m        |
| 2019               | Minsk (Bielorrusia)         | Medalla de bronce | C2 1000 m        |
| Campeonato Europeo |                             |                   |                  |
| Año                | Lugar                       | Medalla           | Competición      |
| 2010               | Corvera (España)            | Medalla de plata  | C2 1000 m        |
| 2011               | Belgrado (Serbia)           | Medalla de oro    | C2 1000 m        |
| 2013               | Montemor-o-Velho (Portugal) | Medalla de oro    | C2 1000 m        |
| 2014               | Brandeburgo (Alemania)      | Medalla de plata  | C2 1000 m        |
| 2015               | Račice (República Checa)    | Medalla de plata  | C2 1000 m        |
| 2016               | Moscú (Rusia)               | Medalla de oro    | C2 1000 m        |
| 2017               | Plovdiv (Bulgaria)          | Medalla de bronce | C4 1000 m        |
| 2021               | Poznań (Polonia)            | Medalla de plata  | C2 1000 m        |